# Nyköping (Gemeinde)
Koordinaten: 58° 45′ N, 17° 0′ O

Nyköping ist eine Gemeinde (schwedisch kommun) in der schwedischen Provinz Södermanlands län und der historischen Provinz Södermanland. Der Hauptort der Gemeinde ist Nyköping.

## Geographie
Nyköping ist eine Küstengemeinde etwa 100 km südlich von Stockholm an der Ostsee. Die Küste ist geprägt von den zahlreichen vorgelagerten Schären, wovon die landnahen Schären landwirtschaftlich genutzt werden. Das Inland ist durchzogen von zahlreichen Seen und kleineren Wasserläufen. Durch das südliche Gemeindegebiet fließt der Fluss Kilaån, der bei Nyköping in die Ostsee mündet.

## Wappen
Beschreibung: In Silber ein roter Turm mit Spitzdach, offenem Durchgang und einem umlaufenden Wehrgang mit gezinnter Brüstung.

## Wirtschaft
Die Gemeinde Nyköping ist heute ein Dienstleistungszentrum, wobei die Gemeinde selbst und der Provinziallandtag der Provinz Södermanlands Län die wichtigsten Arbeitgeber sind. Die Industriebetriebe, u. a. Saab Automobile AB, Studsvik AB, CEWE Instrument AB und Thorsman & Co AB, liegen in Nyköping. Der Flughafen Stockholm-Skavsta bei Nyköping hat sich in den letzten Jahren zu einem wichtigen Arbeitgeber entwickelt.

## Orte
Diese Orte sind größere Ortschaften (tätorter):
- Arnö
- Bergshammar
- Jönåker
- Nävekvarn
- Nyköping
- Sjösa
- Skeppsvik
- Stigtomta
- Svalsta
- Tystberga
- Vrena

Daneben gibt es noch weitere kleinere Dörfer.

## Partnergemeinden
- Lauf an der Pegnitz, Deutschland